# ملازجان
ملازجان (بالإنجليزية: Malazjan)‏ هي قرية تقع في قسم كناررودخانه الريفي في إيران. يقدر عدد سكانها بـ 155 نسمة بحسب إحصاء 2016.